# Sara Timb
Laurence Augustine Sara Timb est une femme de lettres camerounaise, scientifique et entrepreneure sociale. Auteure de deux recueils de poèmes Les Confidences d'une muse et Les mémoires d'une terre camerounaise . Elle poursuit une thèse de Doctorat à l'Université de Yaoundé I.

## Biographie
Timb Sara Augustine Laurence « Mésange » est une poétesse camerounaise multirecompensée née le 23 Octobre 1999 à Douala. Titulaire d’un baccalauréat scientifique, d’une licence en Biologie Moléculaire et Cellulaire et d’un master 2 en Biotechnologie Végétale, Sara Timb poursuit une thèse de Doctorat PhD à l’Université de Yaoundé I.
Sara TIMB fait partie des 06 poétesses africaines sélectionnées pour contribuer à l'édition 2025 du World Poetry Almanac.
En août 2021, elle publie son premier recueil de poèmes, Les Confidences d'une muse aux éditions Mikanda. La même année, elle figure dans le classement des 100 meilleurs étudiants du Cameroun (O’100) publié par The Okwelians, elle participe au programme African Girl Coding Camp et remporte le premier prix de robotique (distinction collective) au Salon de l’innovation technologique des filles africaines connectées.
En Décembre 2021, l’organisation américaine IHRAM (International Human Rights Art Movement) intègre son poème « TRIBUTE TO THE VICTIMS OF THE NOSO WAR » dans sa revue littéraire IHRAF Publishes Literary Magazine devenue IHRAM Publishes Literary Magazine. Deux ans plus tard, ledit poème fera partie de l’anthologie des meilleures publications de cette revue « A HUMAN VOICE » sur ses 03 premières années d’existence. Dans le même élan, en mars 2023, son poème « IN MEMORY OF EKONDO-TITI » est intégré dans la revue IHRAF Publishes Literary Magazine.
En 2022, Timb Sara a glané plusieurs prix littéraires, et preste sur la scène de l'Institut français du Cameroun pendant la nuit des idées et durant le forum Notre futur dialogue Afrique-Europe. la même année, elle atteint les finales du prix Goethe Literatur.
Passionnée par la science, aux côtés du Dr Stéphane KENMOE, Sara TIMB participe en novembre 2022 au Prototype For Humanity, une compétition mondiale de projets à Dubaï où ils présentent le projet « Making Science The Stars », retenu parmi les 100 meilleurs projets à l’issue de la compétition.
En octobre 2022, Sara TIMB fait partie des jeunes passionnés retenus pour la Masterclass d’écriture organisée à Suza par la Fondation MAM.
Soucieuse de partager sa passion pour les lettres, Sara TIMB a lancé en février 2024 le Programme J’écris Au Cameroun (PJAC), une initiative littéraire et pédagogique qui vise à implémenter une approche innovante de la didactique de la littérature. Ce projet a été lancé dans 4 établissements scolaires de l’arrondissement de Douala 5ième.
En Avril 2024, Sara TIMB a fait partie des 34 jeunes africains et européens sélectionnés pour la Résidence JMA de l’incubateur des politiques publiques Je M’engage pour l’Afrique (JMA).
Engagée dans le milieu associatif, Sara TIMB a fondé l'association THE POETBUILDERS, une organisation à but non lucratif regroupant des poètes, écrivains, socialement engagés et philanthropes, désireux d’insuffler des changements positifs au Cameroun, en Afrique et dans le monde par diverses actions dans les domaines de l’éducation, de l’art, de la culture, de l’environnement et du numérique. Elle est, Représentante Nationale de l’OJA (Organisation des Jeunes Africains), bénévole à The Okwelians et membre de la MCEE (Mutuelle Camerounaise pour l’Education et l’Emploi).
En Août 2024, Sara Timb a été sélectionnée parmi les 45 femmes africaines Entrepreneures sociales à fort impact pour rejoindre la cohorte 2024 du SIBC (Social & Inclusive Business Camp), un programme prestigieux et sélectif de l'Agence Française de Développement (AFD).
Son deuxième livre « Les mémoires d'une terre camerounaise» a été officiellement présenté au public camerounais le 31 mai 2025 à Douala.

## Formation
Elle est titulaire d'un baccalauréat scientifique, d'une licence en biologie moléculaire et cellulaire et d'un master 2 en biotechnologies végétales.
Elle entame sa carrière professionnelle en tant que chercheuse en biotechnologies végétales et a rejoint une entreprise spécialisée dans ce domaine.

## Distinctions
Au cours de sa carrière académique, Sara TIMB a reçu plusieurs distinctions notamment le diplôme d’excellence décerné par l’Amicale des anciens élèves de l’Institut Saint Louis en 2015 ; le diplôme de meilleure étudiante décerné par le Recteur de l’Université de Douala en 2019 ; un certificat de reconnaissance pour l’excellence de son parcours académique et son engagement social décerné par le Think Do Tank The Okwelians. En 2022, elle est finaliste du prix Goethe Literatur.
Poétesse multirécompensée, Sara TIMB compte dans son registre plusieurs distinctions littéraires :
- prix littéraire OSU 2024[13] catégorie « poésie » pour son œuvre « LES MEMOIRES D’UNE TERRE CAMEROUNAISE »
- lauréate du concours de poésie du festival des causes nobles édition 2022 ;
- lauréate du concours international de poésie Africa Poésie 2022 (5ième prix) de la SPAC ;
- prix du meilleur texte poétique au concours national de poésie 2022 porté par l’ASBED ;
- prix spécial du jury du prix international de poésie Matiah ECKHARD 2022, 2023 ;
- lauréate du prix de la poésie humaniste décerné par la société des poètes français (SPF) 2022[14] ;
- diplôme d’honneur du Prix international de poésie Léopold Sédar Senghor 2021.

Elle a également remporté le premier prix de robotique (distinction collective) au Salon de l'innovation technologique des filles africaines connectées en 2021 et a été classée parmi les meilleurs étudiants du Cameroun pour l'année académique 2020-2021.

## Engagement social
Timb Sara est impliquée dans divers projets de bénévolat et de développement communautaire, particulièrement en tant que mentor pour des jeunes filles intéressées par les carrières scientifiques.
En 2024, elle a fondé THE POETBUILDERS , une association d'écrivains philanthropes et socialement engagés.
Sara Timb est aussi Représentante Nationale de l'OJA (Organisation des jeunes Africains) au Cameroun et membre de la Mutuelle camerounaise pour l'éducation et l'emploi (MCE²).